# Pradales
Pradales – gmina w Hiszpanii, w prowincji Segowia, w Kastylii i León, o powierzchni 25,86 km². W 2011 roku gmina liczyła 56 mieszkańców.